# Rudolf Gas
Rudolf Gas, s pravim imenom Rudolf Strnad, slovenski pevec, trobentar, kitarist, dirigent, glasbeni producent in aranžer, * 10. februar 1971, Novo mesto.

## Življenjepis
Rudolf Strnad se je z glasbo srečal že doma, saj je bil njegov oče pevec in kitarist. Skupaj sta poslušala med drugim The Beatles, Elvisa Presleyja in The Beach Boys. V 3. razredu osnovne šole se je začel učiti trobento, dve leti zatem pa postal član domačega Pihalnega orkestra Svoboda Senovo. V začetku 90. let je ustanovil skupino Imagine, ki je preigravala rock 'n' roll in rock glasbo in predstavila nekaj prvih avtorskih skladb. Skupina je leta 1992 prerasla v novo poimenovano skupino K.u.t. GAS, kateri je bil Strnad idejni in umetniški vodja, poleg tega pa je prispeval tudi veliko priredb in aranžmajev. Skupina je bila znana po številni, 14-članski zasedbi, in po svojih značilnih funk in soul skladbah. Izdali so dva albuma in nastopili na festivalu Melodije morja in sonca ter Slovenski popevki. Leta 1997 so bili nominirani za nagrado zlati petelin v treh kategorijah in v kategoriji debitantov zmagali. V tem času je Strnad študiral na Akademiji za glasbo v Ljubljani, ki jo je leta 2000 uspešno zaključil z diplomo iz trobente pri profesorju Tiborju Kerekešu.
K.u.t. GAS je začasno prenehala z delovanjem leta 2000 ter štiri leta kasneje ponovno združila moči. Strnad je medtem pričel tudi s samostojno kariero in leta 2006 izdal album RG Style s 16 avtorskimi skladbami. Leta 2008 je sodeloval z igralko Tino Gorenjak in za njen avtorski projekt, muzikal Prava dekleta, napisal vso glasbo. Aprila 2010 je premiero doživel dokumentarni film Nočemo belega kruha, za katerega je pravtako napisal glasbo. Leto poprej, 2009, je prevzel vodstvo Big banda Orkestra Slovenske vojske. Z njim je leta 2015 sodeloval s priznanim makedonskim kitaristom Vlatkom Stefanovskim, s katerim je orkester izvedel odmevne koncerte in posnel tudi album v živo.
Strnad je v svoji karieri sodeloval s številnimi glasbeniki kot so: Josipa Lisac, Ditka Haberl, Elda Viler, Janez Lotrič, Vlado Kreslin, Nuša Derenda, Nuška Drašček, Alenka Godec, Oto Pestner, New Swing Quartet, Carmina Slovenica in drugi.

## Diskografija

### S skupino K.u.t. Gas
- Erotika, 1996
- Fashion, 2000

### Samostojno
- RG Style, 2006
- Svet planet, 2019

### Z Big bandom Orkestra Slovenske vojske
- Big band Orkestra Slovenske vojske feat. Vlatko Stefanovski (v živo), 2016

## Nastopi na glasbenih festivalih

### Kot izvajalec
- Melodije morja in sonca 1998 (s skupino K.u.t. Gas): Moje jutro si (Rudolf Strnad - Rudolf Strnad - T. Kmetič, Rudolf Strnad)
- Slovenska popevka 1999 (s skupino K.u.t. Gas): Čakam te (Igor Bezget - Matevž Hrovat - Rudolf Strnad, Aleš Suša) – 14. mesto
- Hit festival 2000 (v sklepnem netekmovalnem delu, skupaj s trobentačem Ivanom Prešernom)
- Hit festival 2002 (v sklepnem netekmovalnem delu, skupaj z Josipo Lisac)

### Kot avtor
- EMA 2006 (Nuška Drašček): Nora sem, da te ljubim (Rudolf Gas - Sanja Macur - Rudolf Gas) – 9. mesto
- Melodije morja in sonca 2006 (Tina G): Fiesta G. (Rudolf Gas - Rudolf Gas, Tina Gorenjak - Rudolf Gas) – 12. mesto, nagrada za najboljšo priredbo

## Nastopi v oddajah
- Izštekani, 1997 (s skupino K.u.t. Gas)
- Zlati petelini, 1997 (s skupino K.u.t. Gas)
- Miss Slovenije, 2005
- Sobotna noč, 2006
- Sobotna noč, 2006 (s skupino K.u.t. Gas)
- Zvezde pojejo, 2008 (duet s Tjašo Hrobat Košir)
- Moja pesem, tvoj glas, 2020